# Paramunna typica
Paramunna typica is een pissebed uit de familie Paramunnidae. De wetenschappelijke naam van de soort is voor het eerst geldig gepubliceerd in 1905 door Walter Medley Tattersall.